# Common Courtesy
Common Courtesy es el quinto álbum de estudio de la banda estadounidense de rock A Day to Remember . Las canciones para el álbum se escribieron a mediados de 2011, con la grabación a partir de principios de 2012 y hasta marzo de 2013, y la mezcla se manejó en el mismo mes. Entre ese período de tiempo, se transmitió una versión sin mezclar de "Violence (Enough Is Enough)" desde el sitio web de la banda en diciembre de 2012. Luego, la banda se embarcó en la gira Right Back at It Again en marzo de 2013, interpretando la nueva canción " Right Back at It Again " en cada espectáculo. Desde mediados de agosto hasta finales de septiembre, la banda lanzó episodios web para vincularlos con el álbum. La banda interpretó otra canción que aparecería en el álbum, "Dead & Buried", en cada parada del siguiente House Party Tour, comenzando en septiembre de 2013 y finalizando un mes después. Un día para recordar contó con la ayuda del niño indio Gagandeep Singh Uppal (Goni) para escribir la letra de una canción (End of me).
Unos meses antes de que comenzara la grabación del álbum, en diciembre de 2011, la banda se vio envuelta en una demanda con su sello Victory, cuyas partes se resolvieron unos días antes del lanzamiento del álbum. Esta demanda condujo al autolanzamiento digital inicial del álbum de la banda el 8 de octubre, seguido de un lanzamiento físico el 25 de noviembre, con tres pistas adicionales. Common Courtesy se ubicó en el número 34 en el Reino Unido y el número 37 en los EE. UU. Y fue recibido con elogios de la crítica, quienes elogiaron el sonido del álbum. "Right Back at It Again" se ubicó en el número 33 en Alternative Songs y en el número 40 en las listas de Mainstream Rock Songs en los EE. UU., mientras que " End of Me " se ubicó en el número 40 en Alternative Songs y en el número 26 en Mainstream Rock Songs. .

## Antecedentes
Poco después de terminar el Warped Tour en julio de 2011, la banda optó por tomarse un descanso para componer nuevo material. En una entrevista con Alternative Press en noviembre de ese año, el vocalista Jeremy McKinnon dijo que luego de que la banda terminara su gira europea, el grupo iba grabar su próximo álbum. McKinnon también mencionó que había estado escribiendo constantemente durante dos años mientras que la banda estaba de gira, y que estaba realmente feliz con el material acumulado hasta ese momento. El 15 de diciembre, se anunció que A Day to Remember tenía planes de presentar cargos contra su sello discográfico, Victory, por incumplimiento de contrato . Reclamando regalías retenidas de más de $ 75,000, el grupo habría iniciado acciones legales contra Victory el 31 de mayo de ese año. Victory ha dicho, en su nombre, que la demanda en realidad se trata de la negativa de la banda a cumplir con su compromiso contractual de 5 álbumes con Victory y su nuevo deseo de mudarse a un sello importante. A Day to Remember le dio a Altpress.com una declaración: "A Day To Remember quisiera dejar en claro que no anunciaron ni buscaron atención con respecto a su demanda en curso con Victory Records. Esta información ha sido de dominio público desde mayo de 2011 y no tienen intención de hablar públicamente o despectivamente sobre su desacuerdo con Victory. A Day To Remember continuará lanzando música para sus fans".

## Lista de canciones
| Common Courtesy |                                                          |          |  |
| N.º             | Título                                                   | Duración |  |
| 1.              | «City of Ocala»                                          | 3:29     |  |
| 2.              | «Right Back at It Again»                                 | 3:20     |  |
| 3.              | «Sometimes You're the Hammer, Sometimes You're the Nail» | 4:34     |  |
| 4.              | «Dead & Buried»                                          | 3:13     |  |
| 5.              | «Best of Me»                                             | 3:27     |  |
| 6.              | «I'm Already Gone»                                       | 4:04     |  |
| 7.              | «Violence (Enough Is Enough)»                            | 4:01     |  |
| 8.              | «Life @ 11»                                              | 3:22     |  |
| 9.              | «I Surrender»                                            | 3:34     |  |
| 10.             | «Life Lessons Learned the Hard Way»                      | 2:17     |  |
| 11.             | «End of Me»                                              | 3:58     |  |
| 12.             | «The Document Speaks for Itself»                         | 4:43     |  |
| 13.             | «I Remember»                                             | 4:15     |  |
| 14.             | «Leave All The Lights On»                                | 3:32     |  |
| 15.             | «Good Things»                                            | 2:59     |  |
| 16.             | «Same Book But Never The Same Page»                      | 4:03     |  |
| 1:03:48         |                                                          |          |  |

## Posicionamiento en listas
| País              | Lista                   | Mejor posición |
| 2013              | 2013                    | 2013           |
| ----------------- | ----------------------- | -------------- |
| Alemania          | German Albums Chart     | 48             |
| Australia         | Australian Albums Chart | 13             |
| Austria           | Austrian Albums Chart   | 40             |
| Bélgica (Flandes) | Belgian Albums Chart    | 188            |
| Estados Unidos    | Alternative Albums      | 5              |
| Estados Unidos    | Billboard 200           | 37             |
| Estados Unidos    | Hard Rock Albums        | 2              |
| Estados Unidos    | Rock Albums             | 8              |
| Reino Unido       | UK Albums Chart         | 57             |
| Reino Unido       | UK Rock & Metal Albums  | 1              |